# 杜纳亩
杜纳亩（鄂圖曼土耳其語：‎），或译为杜纳姆、杜诺亩、杜诺姆、德南，也被称为旧斯特伦马、土耳其斯特伦马或奥斯曼斯特伦马，奥斯曼帝国时期的面积单位，相当于希腊斯特伦马或英国英亩，代表了两头联套的牛一天时间内可耕的土地的面积。其正式的定义是“四十步见方的面积”，但它的实际面积存在很大的地区差异，在巴勒斯坦约为900 m²稍多，而在伊拉克约为2500 m²。
该单位在原奥斯曼帝国统治的地区仍有使用，新杜纳亩或称米制杜纳亩被重新定义为等于1迪卡尔（1000 m²），与现代希腊的皇家斯特伦马相等。

## 历史
名字“dönüm”源自奥斯曼土耳其语的dönmek（دونمك，翻转)，是对拜占庭希腊语中的面积单位strémma（στρέμμα，斯特伦马）的借译，并且两者的面积相等。它可能是奥斯曼人从密细亚-比提尼亚的拜占庭人那里吸收来的。
《现代希腊语辞典》定义旧的奥斯曼斯特伦马为约1,270 m²，但20世纪初，Costas Lapavitsas在纳乌萨是按1,600 m²来使用的。

## 定义

### 阿尔巴尼亚、波黑、塞尔维亚、黑山
在波黑和塞尔维亚，该单位被称为dulum (дулум)或dunum (дунум)，在阿尔巴尼亚被称为dynym或dylym，大小等于1000平方米。

### 保加利亚
在保加利亚，使用面积单位“迪卡尔”（декар），也等于1000平方米。

### 塞浦路斯
在塞浦路斯，一杜纳亩等于14,400平方英尺（1,338平方）。 在塞浦路斯共和国年长的希腊塞浦路斯人仍使用这个单位，不过是以当地方言称其为σκάλες ['skales]，而不是随希腊称其为“斯特伦马”。当然，官方上塞浦路斯是使用平方米的。

### 希腊
在希腊，旧dönüm被称为“土耳其斯特伦马”，而现在希腊的斯特伦马与米制杜纳亩一样，与迪卡尔等值。

### 伊拉克
在伊拉克，1杜纳亩等于2500平方米。

### 叙利亚、以色列、巴勒斯坦、约旦、黎巴嫩和土耳其
在以色列、巴勒斯坦、叙利亚、约旦、黎巴嫩和土耳其，1杜纳亩等于1000平方米，即1迪卡尔。在奥斯曼帝国结束前和巴勒斯坦初年，1杜纳亩曾等于919.3平方米，但在1928年，1000平方米的米制杜纳亩被采用，并沿用至今。

## 换算
1米制杜纳亩等于：
- 1000 平方米（精确）
- 10 公亩（精确）
- 1 迪卡尔（精确）
- 0.1 公顷（精确）
- 0.001 平方千米（精确）

- 0.247105381 英亩（约等）或 39,062,500/158,080,329英亩（精确）
- 1,195.99005 平方码（约等）或 1,562,500,000/1,306,449平方码（精确）
- 10,763.9104 平方英尺（约等）或 1,562,500,000/145,161平方英尺（精确）